# Jean-Basile Folliet
Jean-Basile Folliet, anche noto come Basilio Folliet (Evian, 1784 – 1866), è stato un politico francese.

## Biografia
Fu Deputato del Regno di Sardegna nella I legislatura, eletto nel collegio di Evian. Fu inoltre Sindaco di Evian.